# Tone Seliškar
Tone Seliškar (Ljubljana, 1900. április 1. – Ljubljana, 1969. augusztus 10.) szlovén író, költő, újságíró, tanár.

## Élete
Hét testvére közül ő volt a legfiatalabb. Pályafutását tanárként kezdte, Dramljében, Trbovljében és Ljubljanában dolgozott. Prežihov Voranc ösztönzésére 1942-ben a Szlovén Felszabadítási Front aktivistája lett, 1943-ban pedig csatlakozott a partizánokhoz. Későbbi munkáiban gyakran használta fel a partizánok életének motívumait. A második világháború után újságíróként és lapszerkesztőként tevékenykedett. Versesköteteket, novellákat, regényeket írt, fiatal korában a tudományos-fantasztikus irodalommal is megpróbálkozott. Mile Klopčič mellett ő az 1930-as és 1940-es évek szlovén szocialista realista költészetének jelentős alakja. 1947-ben Tovariši című munkája Prešeren-díjat kapott. A trbovljei közkönyvtárat róla nevezték el. Magyarul A Kék Sirály című ifjúsági regénye olvasható (első megjelenés: 1959, Forum Kiadó, Újvidék, több utánközlése is van a regénynek, megjelent a Delfin könyvek sorozatban is 1967-ben).

## Művei

### Verseskötetek
- Trbovlje (1923)
- Pesmi pričakovanja (1937)
- Sovražnik (1944)
- V naročju domovine (1947)
- Pesmi in spevi (1951)
- Črni oblaki in vihar (1964)

### Ifjúsági regények
- Rudi (1929)
- Bratovščina Sinjega galeba (1936)
- Janko in Metka (1939)
- Hudournik (1939)
- Tovariši (1946)
- Mule (1948)
- Liščki (1950)
- Dedek Som (1953)
- Posadka brez ladje (1956)
- Velika gala predstava (1958)
- Deklica z junaškim srcem (1959)
- Martinček - sin brigade (1959)
- Jernejčkov odred (1960)
- Volk pogoltnik (1961)
- Vesele in žalostne o mulah (1962)
- Ribič Luka in delfin (1963)
- Otroci partizanskega rodu (1963)
- Indijanci in gusarji (1965)
- Dimka (1965)
- Deček z velike ceste (1966)
- Moja prva knjiga (1969)
- Fantu so zrasla ušesa (1970)
- Velika žrtev (1976)

### Cikkek, szociográfiák
- Trbovlje  (1923)
- Knjiga drugova ( 1929)
- Pesmi pričakovanja (1937)
- Sovražnik (1944)
- V naročju domovine (1947)

### Regények
- Nasedli brod (1932)
- Hiša brez oken (1936)
- Roke Andreja Podlipnika (1937)
- Mesto (1938)
- Tržaška cesta (1947)
- Jadra na robu sveta (1962)
- Noč in svitanje (1964)

### Novella-antológiák
- Ljudje z rdečim cvetom (1961)
- Partizan Jaka, medved in mula (1981)

### Egyéb munkák
- Zmagali bomo (1946)
- Tovariši (1946)

## Magyarul
- A Kék Sirály; ford. Fehér Ferenc; Forum, Novi Sad, 1959
- Bajtársak; ford. Sárosi Károly; Minerva, Szubotica, 1961
- Katka, a hősszívű leány; ford. Sulhóf József; Fórum, Novi Sad, 1962
- Szomorú és vidám történetek az öszvérről; ford. Bodrits István; Pomurska Zalozba, Murska Sobota, 1965
- Tone Seliskar: A partizán, a medve és az öszvér / Mese az öszvérről, amely megmentette a partizánokat / A nagy áldozat / Venceslav Winkler: A cipó; Forum, Novi Sad, 1966 (Történetek a népfelszabadító háborúból)
- Partizánmesék; ford. Bodrits István; Forum, Újvidék, 1976 (Házi olvasmányok. Általános iskola)

## Fordítás
- Ez a szócikk részben vagy egészben  a   Tone Seliškar című angol Wikipédia-szócikk ezen változatának fordításán alapul.  Az eredeti cikk szerkesztőit annak laptörténete sorolja fel. Ez a jelzés csupán a megfogalmazás eredetét és a szerzői jogokat jelzi, nem szolgál a cikkben szereplő információk forrásmegjelöléseként.